# Нгарка-Тыдэяха
Нгарка-Тыдэяха (устар. Арка-Тытю-Яха) — река в России, протекает по Ямало-Ненецкому АО. Устье реки находится в 37 км по левому берегу реки Тыдэяха. Длина реки составляет 24 км. В 12 км от устья по правому берегу реки впадает река Тыдэтаркаяха.

## Данные водного реестра
По данным государственного водного реестра России относится к Нижнеобскому бассейновому округу, водохозяйственный участок реки — Пур. Речной бассейн реки — Пур.
Код объекта в государственном водном реестре — 15040000112115300055578.